# Rudolf Schering
Rudolf Schering, né le 16 février 1843 à Berlin et mort le 1er août 1901 dans cette même ville, est un officier de marine prussien qui termina sa carrière au rang de vice-amiral.

## Biographie
Rudolf Schering entre le 21 juin 1858 dans la marine prussienne en tant que cadet de la Marine. Il sert à bord du SMS Gefion, de la SMS Thetis et du SMS Grille. Le 1er octobre 1859, il entame une formation à l'institut des cadets de la Marine de Berlin, puis sert à partir du 15 mai 1860 à bord du SMS Amazone, avant de retourner pendant huit mois à l'institut des cadets de la Marine. Il sert ensuite à bord des SMS Comet, SMS Hela, SMS Barbarossa et SMS Gazelle. Il passe encore un semestre à l'institut des cadets de la Marine avant d'être nommé officier de quart à bord du SMS Comet, le 5 juillet 1865. Le 9 décembre de la même année, il est pendant trois mois officier de compagnie à la division de la flotte de la Baltique, puis il est pendant deux mois officier de quart à bord de la SMS Hertha, l'un des premiers navires construits par la marine prussienne. En mai 1866, il est premier officier à bord du SMS Cyclop (de), puis d'octobre 1866 à mai 1869 il sert comme lieutenant de vaisseau et officier de quart sur la SMS Niobe.
Le 30 mai 1869, Schering est nommé à la Artillerieprüfungskommission, commission chargée à Berlin des questions matérielles touchant le domaine de l'artillerie. De juin 1870 à avril 1871, il est capitaine-lieutenant et officier de quart à bord des SMS König Wilhelm, SMS Arminius et SMS Elisabeth. Ensuite il est premier officier sur le navire-école SMS Musquito, commandé par Wilhelm von Wickede. À partir du 1er avril 1873, il commande le brick SMS Rover qui sert de navire-école.
Le capitaine Schering est affecté le 1er octobre 1874 à l'Amirauté impériale à Berlin, après quoi il est élevé au grade de capitaine de corvette et s'occupe d'avril 1875 à novembre 1878 des questions touchant la mobilisation de la flotte, de préparation de la guerre et d'administration. Il est versé à l'administration centrale. Il commande ensuite à partir du 20 novembre 1878 la corvette SMS Luise. À l'été 1879, il est affecté au poste de station de l'Extrême-Orient. Il retourne à l'Amirauté de Berlin un peu plus d'an plus tard en novembre 1880, s'occupant des questions de personnel.
Il est nommé capitaine de vaisseau le 30 septembre 1881 en service à l'administration centrale, puis il commande pendant deux ans à partir du 16 avril 1884 la corvette SMS Elisabeth en étant à la fin officier à la station de l'escadre d'Extrême-Orient. Elle amène avec la canonnière SMS Möwe le docteur Gustav Nachtigal en 1884 au Cameroun, afin d'y conclure un traité de commerce et de protectorat avec les chefs des tribus indigènes. Ensuite, la corvette est envoyée dans la baie de Lüderitz pour y hisser le drapeau allemand avec la frégate SMS Leipzig. Cela a lieu le 7 août 1884 sous le commandement du capitaine de vaisseau Schering et cela marque le début de la colonisation du Sud-Ouest africain allemand. Trois mois plus tard, les SMS Elisabeth et SMS Hyäne hissent le drapeau allemand sur l'île de Matupi dans l'archipel Bismarck.
Il retourne à l'Amirauté en avril 1886 et à partir du 21 septembre 1886 devient directeur de l'enseignement de la Marine et directeur de l'Académie navale de Kiel.
Rudolf Schering est élevé au rang de contre-amiral le 27 avril 1889 avant d'être caractérisé le 14 avril 1890 comme vice-amiral à la disposition.
Il meurt le 1er août 1901 à Berlin à l'âge de cinquante-huit ans. Il est enterré au cimetière III de la paroisse de Jérusalem et de Neue Kirche à Berlin dans le quartier de Kreuzberg. Il était l'époux d'Antonie von Wittich (1855-1937).

## Source
- (de) Cet article est partiellement ou en totalité issu de l’article de Wikipédia en allemand intitulé « Rudolf Schering » (voir la liste des auteurs).